# Philodendron sousae
Philodendron sousae är en kallaväxtart som beskrevs av Thomas Bernard Croat. Philodendron sousae ingår i släktet Philodendron och familjen kallaväxter. Inga underarter finns listade.